# Belinchón
Belinchón es un municipio y localidad española de la provincia de Cuenca, en la comunidad autónoma de Castilla-La Mancha. El término municipal tiene una población de 437 habitantes (INE 2024).

## Geografía
Está ubicado en la comarca de La Mancha, y limita al norte con el término de Estremera (Comunidad de Madrid) y con Barajas de Melo, al este con el término de Huelves, al sur con Tarancón y al oeste con el término de Fuentidueña de Tajo (también en la Comunidad de Madrid) y Zarza de Tajo. Cuenta con un clima mediterráneo.

## Historia
A mediados del siglo XIX, el lugar tenía contabilizada una población de 1590 habitantes. La localidad aparece descrita en el cuarto volumen del Diccionario geográfico-estadístico-histórico de España y sus posesiones de Ultramar de Pascual Madoz de la siguiente manera:

BELINCHON: v. con ayunt. en la prov. y dióc. de Cuenca (13 leg.), part. jud. de Tarancon (1), adm. de rent. de Huete (5), aud. terr. de Albacete (25), c. g. de Castilla la Nueva (Madrid 12): sit. en lo alto que forma una ladera de tierra y piedra de yeso, cubriéndola un cerro por la parte del N.; tiene muy buenas casas en calles regulares aunque malamente empedradas, algunas plazuelas y una principal con un corto trozo de portales donde se halla la casa de concejo con hermosas salas en su piso alto, y en el bajo la cárcel y otras habitaciones: hay ademas escuela de primeras letras, pósito con 100 fan. de trigo, y una igl. parr. de entrada que tiene por anejo á Valverdejo y están servidas aquella por un cura y esta por un beneficiado teniente. Estramuros del pueblo, hacia la parte E. se halla la ermita del Cristo arrodillado, y junto á ella el cementerio bastante capaz y ventilado: al N. en el barranco llamado de las Huertas se encuentra una fuente que sirve para abrevadero de los ganados, usos domésticos y dar riego á 2 huertas: entre S. y O, como á 1/2 leg. de dist. y en el sitio titulado los Cotos, hay otras 3, 2 de ellas potables y una gruesa, de aquellas se surte el vecindario, y de esta que tiene un caño y pilon, los labradores y trabajadores del campo. Confina el térm. por N. con Estremera y las Lovinillas, E. y S. Tarancon y O. la Zarza de Tajo y Fuentidueña: hay en él un escelente colmenar con casa arruinada, una salina de que se hablará y un hermoso prado, que guardado el otoño é invierno, crecen sus pastos en abundancia, y desde 1.º de abril, sirve para apacentar todas las caballerias de los vec., evitando á muchos labradores el gasto de paja y cebada: el terreno es árido, escaso de leñas y por algunas partes flojo y de ínfima calidad: se cultivan 30 fan. de primera clase, 2,000 de segunda y sobre 3,000 de tercera: atraviesa por el prado un arroyo que tiene su origen en la vega de Tarancon, es de escaso caudal; su direccion de E. á O. y N., perdiendo su curso en el estío; deja algunos balsones de mucha profundidad, llenos de agua en todas épocas del año: y se junta con el de la salina y ambos desaguan en el r. Tajo. La salina está sit. al N. del pueblo y como á dist. de 1/2 leg., entre dos cerros que impiden su vista hasta hallarse muy próximo á ella; produce por un quinquenio 60,000 ó mas fan. de sal de buena calidad, consumiéndosela mayor parte en la corte: el mineral es un pozo muy abundante, y se saca el agua por medio de una noria: para el administrador, interventor y 11 ó 12 empleados, existe una buena casa con escelentes almacenes. Las labores del campo se hacen con unas 100 mulas y con caballerias menores: los caminos son de herradura, bastante descuidados, y por la orilla del pueblo pasa la carretera, que desde Madrid conduce á Valencia; para la correspondencia hay un balijero que la lleva y trae de la adm. de Tarancon. Prod.: aceite y vino para el consumo del pueblo, trigo candeal de buena calidad, cebada, centeno, avena y escaña: hay cria de ganado lanar, algunas liebres, zorras y lobos. Pobl. 400 vec., 1,590 hab. dedicados á la agricultura, ganaderia y dar salida al sobrante de granos: tambien se ocupan unos 50 vec. en comprar azafran en la Alcarria y la Mancha Alta y Baja y venderlo en Madrid, Galicia, Asturias, Cádiz, Castilla la Vieja, Aragón y la Coruña, y como unos 25 se calculan ocupados en el tráfico de anis y cominos, conduciéndolo en cierto tiempo del año á Estremadura, Portugal y Castilla la Vieja, trayendo á su retorno lencerias, hilos, ganado de cerda y mulas: existen 2 molinos de aceite dentro del pueblo. Cap. prod.: 3.252,120 rs.; imp.: 163,106 rs.; importe de los consumos 17,056 rs. 29 mrs.: el presupuesto municipal ordinario asciende á 8,500 rs. y se cubre con el prod. de las fincas de propios arrendadas que redituan unos 11,000 rs.
(Madoz, 1846, p. 130)

En 2012 fue uno de los pueblos españoles elegido por la marca de bebida isotónica Aquarius para la campaña «gente que necesita pueblo y pueblo que necesita gente».

## Demografía
Belinchón cuenta con una población de 437 habitantes (INE 2024).
| Gráfica de evolución demográfica de Belinchón entre 1842 y 2021                                                     |
| |
| Población de derecho según los censos de población del INE Población de hecho según los censos de población del INE |

## Administración
| Periodo   | Nombre                            | Partido |
| --------- | --------------------------------- | ------- |
| 1979-1983 | Elías González Villanueva         |         |
| 1983-1987 | Julián Olmedo García              |         |
| 1987-1991 | M.ª Ángeles Ballesteros Belinchón | PSOE    |
| 1991-1995 | M.ª Ángeles Ballesteros Belinchón | PSOE    |
| 1995-1999 | M.ª Ángeles Ballesteros Belinchón | PSOE    |
| 1999-2003 | M.ª Ángeles Ballesteros Belinchón | PSOE    |
| 2003-2007 | Santiaga López-Loriente Amores    | PSOE    |
| 2007-2011 | Santiaga López-Loriente Amores    | PSOE    |
| 2011-2015 | Jesús López Castejón              | PP      |
| 2015-2019 | Jesús López Castejón              | PP      |
| 2019-2023 | Jesús López Castejón              | PP      |
| 2023-act. | Jesús López Castejón              | PP      |

## Patrimonio

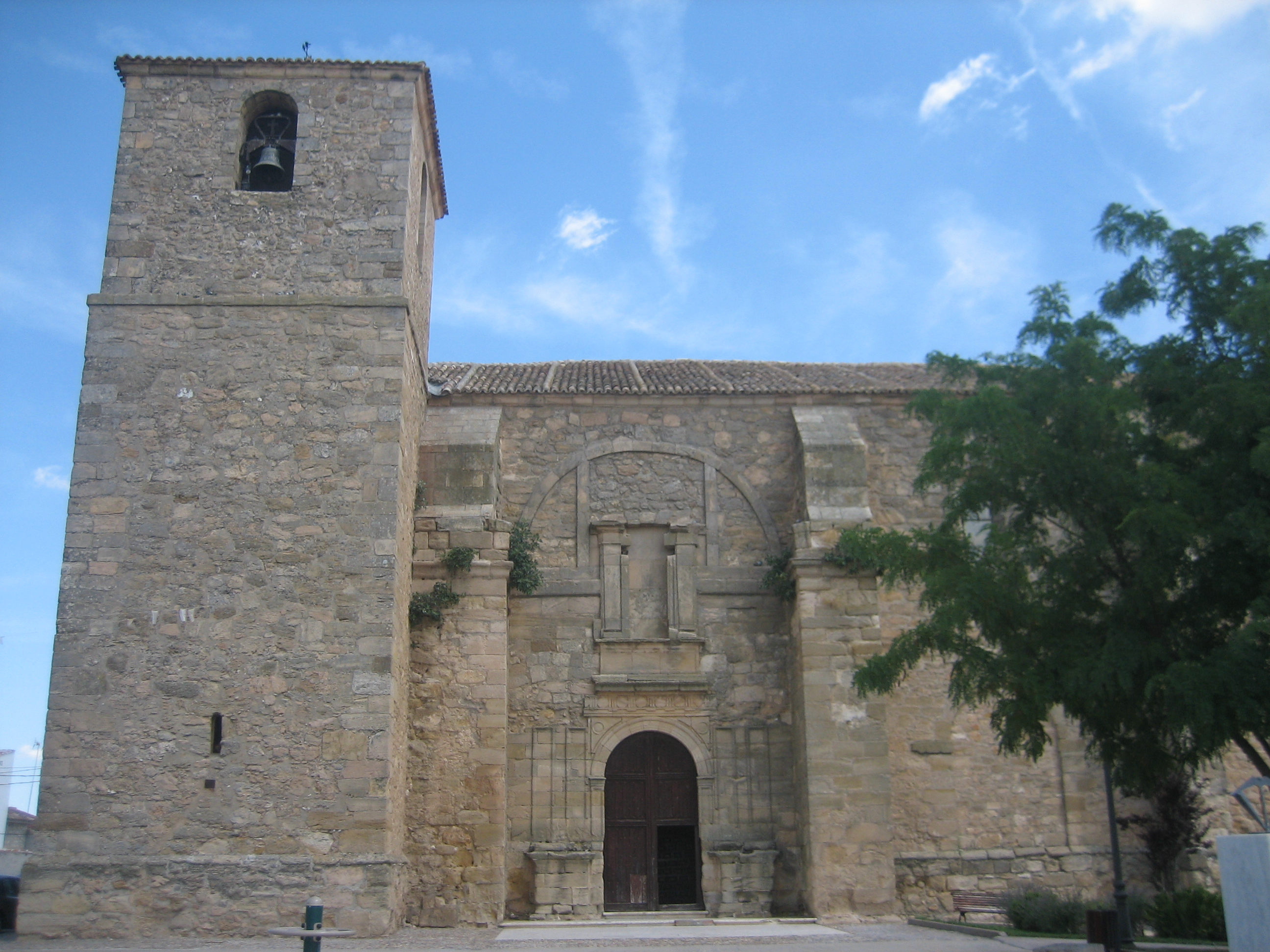
Una de las puertas del templo de San Miguel Arcángel.

- Iglesia parroquial San Miguel Arcángel fue declarada monumento histórico-artístico nacional el 26 de octubre de 1972. Su construcción se remontaría al siglo XVI[4] y corresponde al gótico tardío.[5]
- Casa consistorial (antiguo palacio de la familia García-Álvarez).
- Casa Salazar.